# Pools militair ereveld Breda

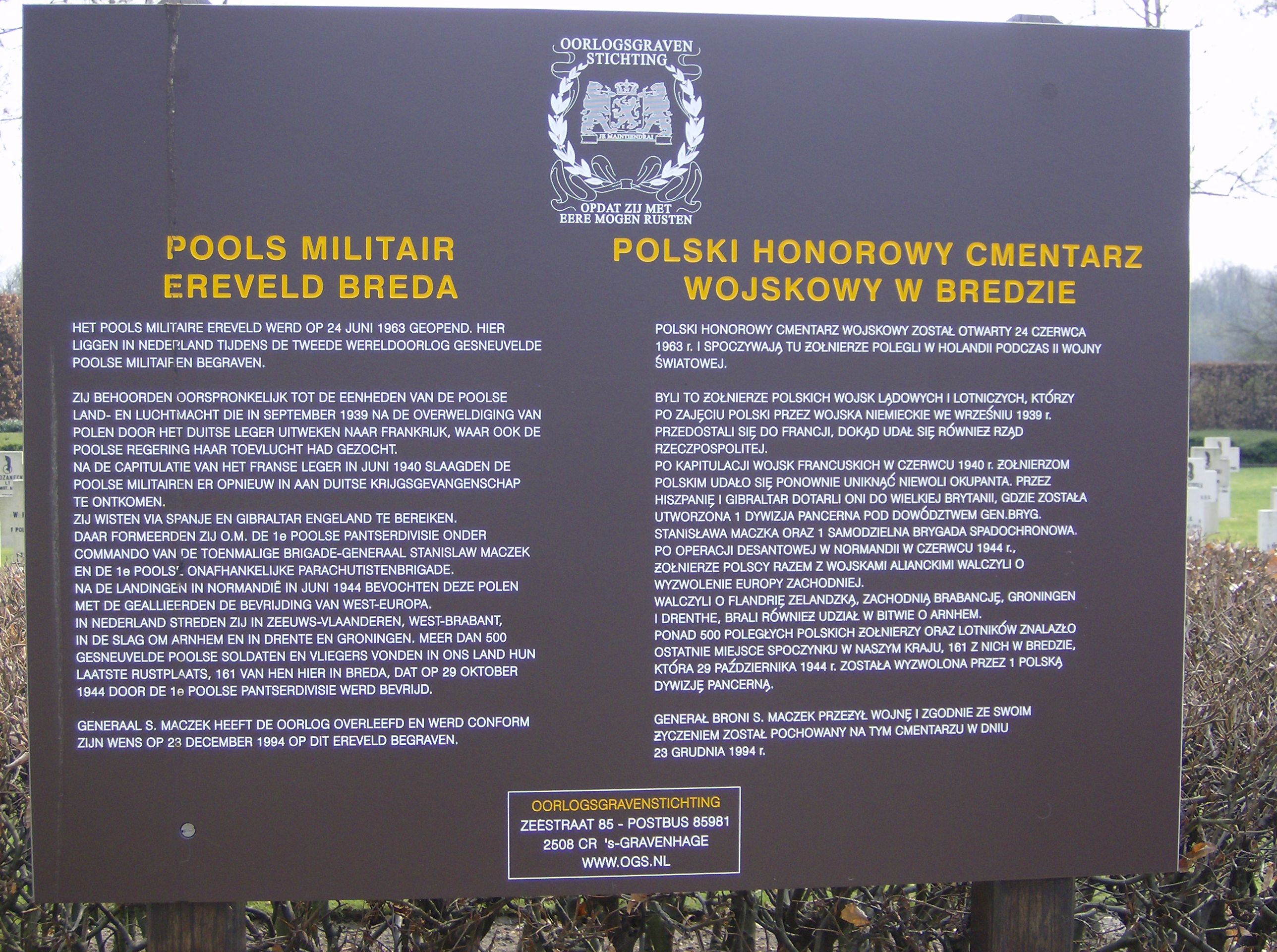
Het informatiebord bij het ereveld

Het Pools militair ereveld Breda is de grootste Poolse begraafplaats in Nederland. Het is gelegen aan de Ettensebaan bij de wijk Princenhage te Breda, vlak bij Begraafplaats Zuylen.
De begraafplaats werd op 24 juni 1963 geopend. Het telt ruim 160 graven van Poolse militairen die tijdens de Tweede Wereldoorlog in Nederland zijn gesneuveld. Velen vochten in de Poolse 1e Pantserdivisie die, onder leiding van generaal Stanisław Maczek, op 29 oktober 1944 Breda bevrijdde. Het naar hem vernoemde Maczek Memorial Breda, dat gelegen is direct achter het ereveld, vertelt hun verhaal.
Enkele tientallen soldaten liggen hier begraven onder een schuilnaam. Polen was destijds bezet door de Duitsers maar het Poolse leger was nog steeds actief in het buitenland. Ter bescherming van de achtergebleven familie in Polen droegen de militairen schuilnamen. Het informatiebord van de Oorlogsgravenstichting geeft de echte namen aan in combinatie met de gebruikte schuilnaam.
Generaal Stanisław Maczek overleefde de oorlog. Hij overleed op 102-jarige leeftijd en werd in 1994 overeenkomstig zijn wens bij zijn mannen begraven. 
In 2005 werden hier nog vijf militairen herbegraven. Het ging om de vijf bemanningsleden van een bommenwerper van het Poolse Squadron 300 die op 13 juni 1944 werd neergeschoten. Het vliegtuigwrak werd in 1998 vlak voor de kust bij Wijdenes ontdekt.

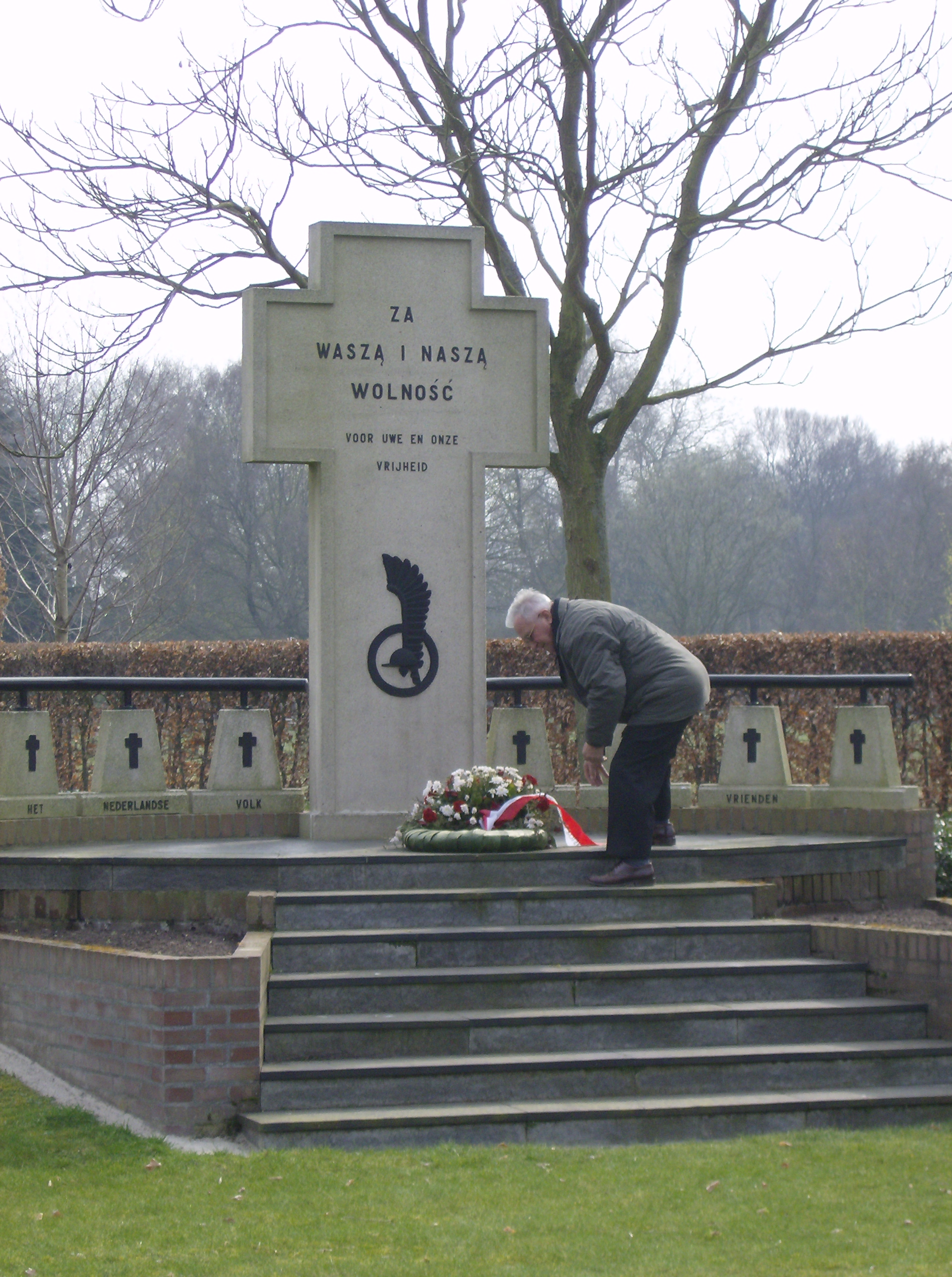
Het gedenkteken
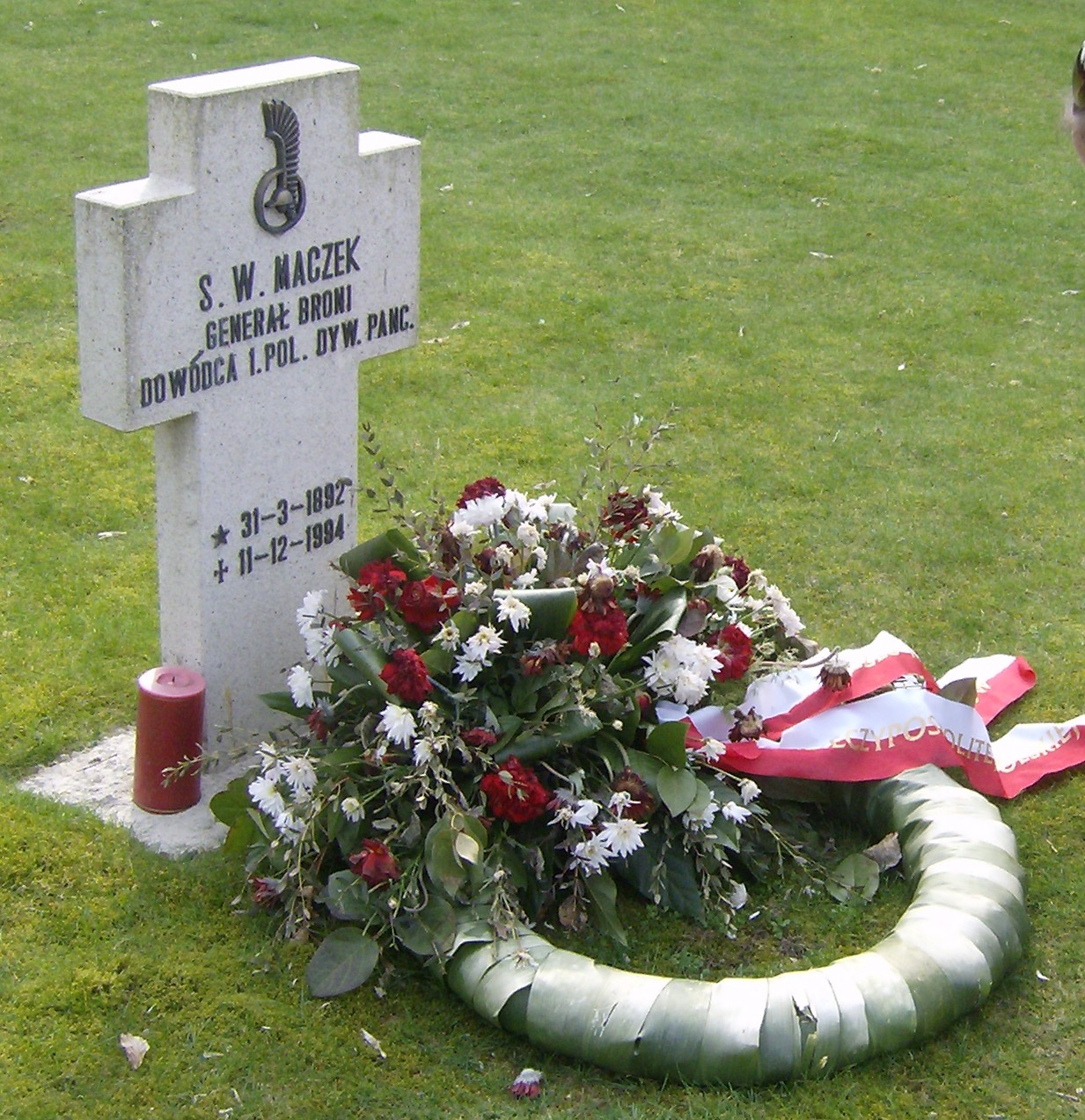
Het graf van generaal Maczek
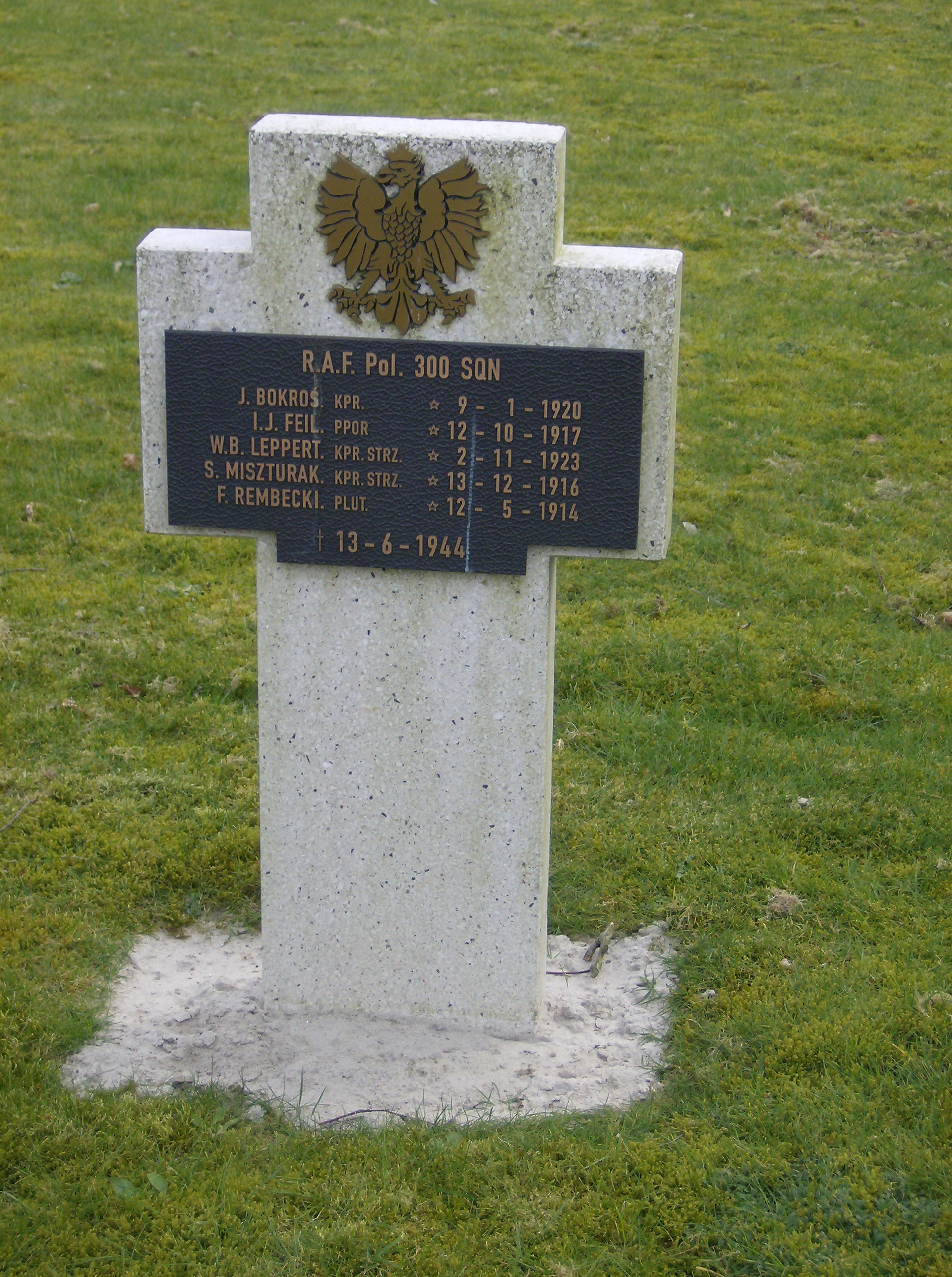
Het graf van de vijf in 2005 herbegraven bemanningsleden
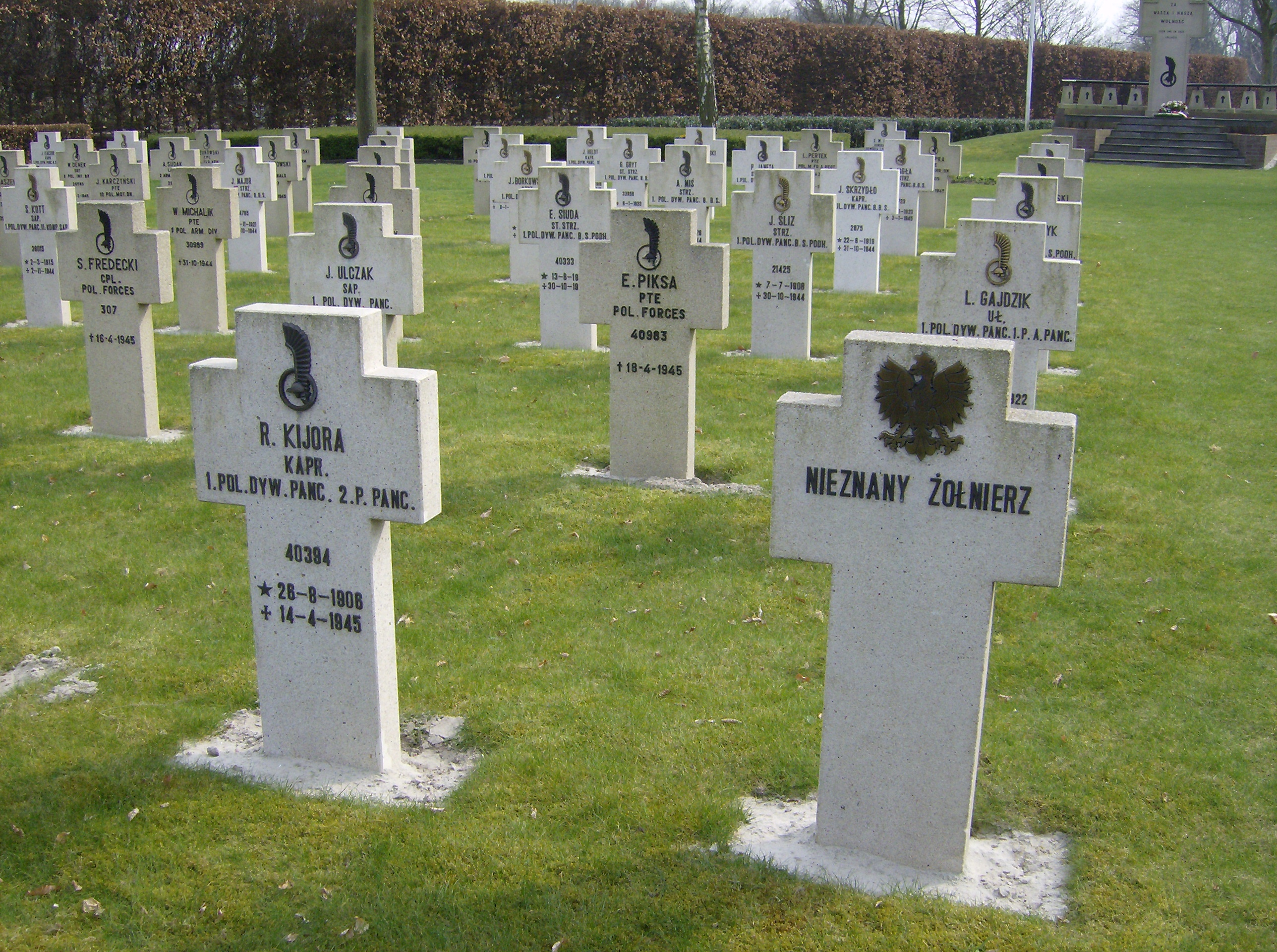
Een overzicht
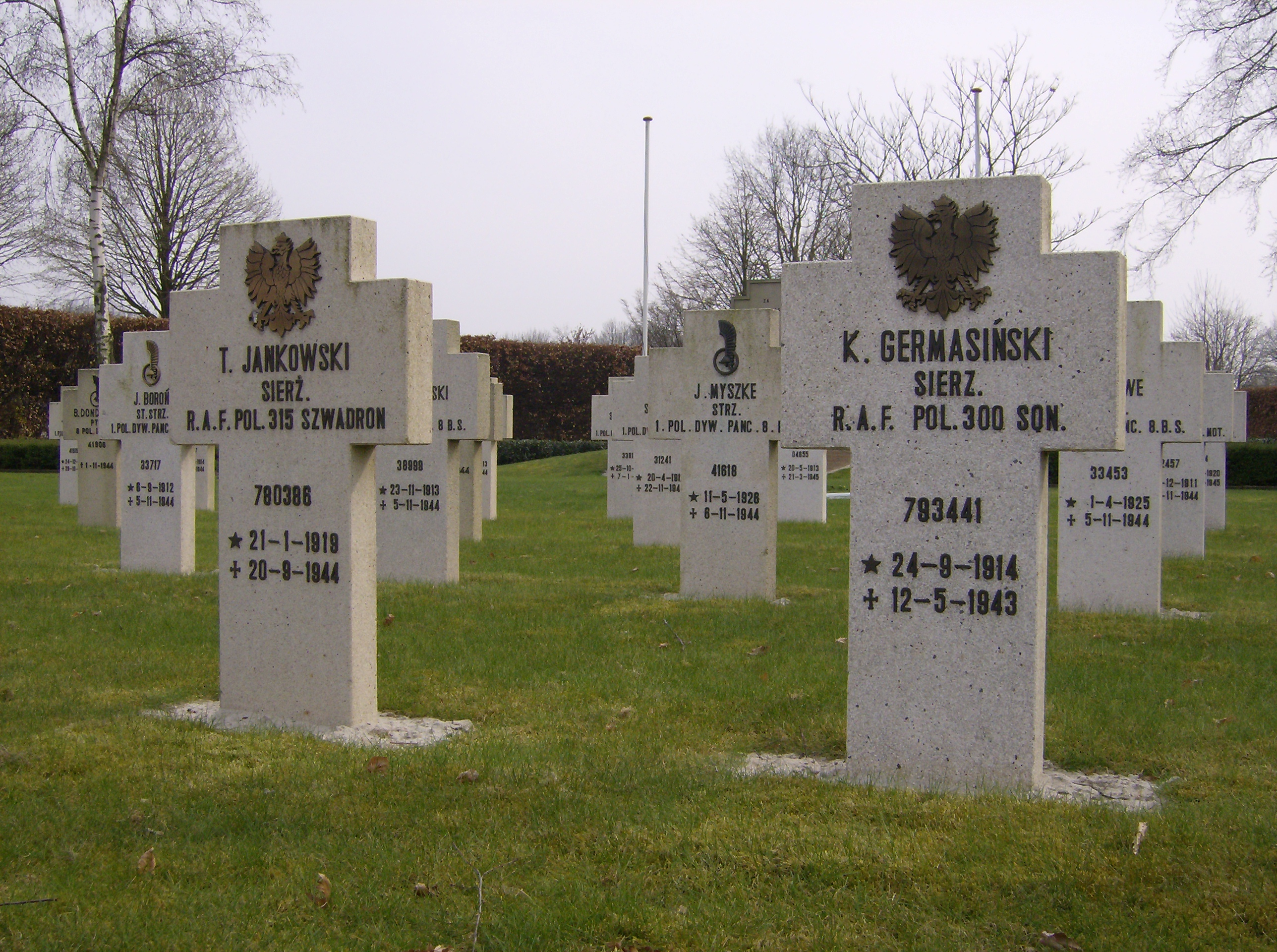
Een detail
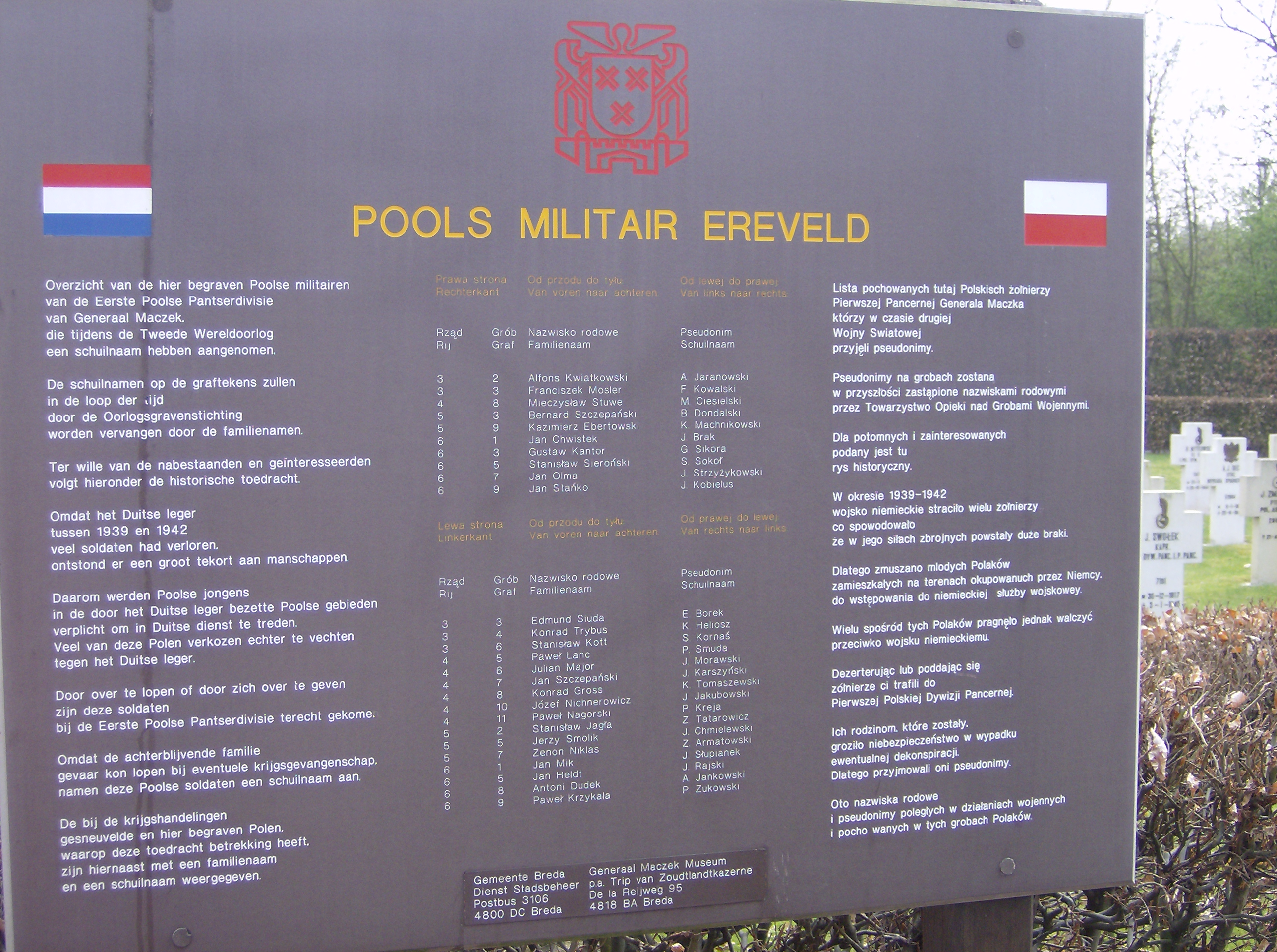
De lijst met (schuil)namen